# 札幌北ビル
札幌北ビル（さっぽろきたビル）は、北海道札幌市北区北7条西2丁目に所在する高層建築物である。

## 概要
札幌駅北口地下歩道と地下で接続しており、札幌駅・さっぽろ駅と直結している。

## 入居施設

### 主要テナント
- リコージャパン北海道支社
- リコークリエイティブサービス札幌事業所
- りらいあコミュニケーションズ札幌北オペレーションセンター
- メンテック本社
- 日本リージャス札幌北ビルビジネスセンター
- SBモバイルサービス札幌北ビルオフィス
- ローソン北海道支社・北海道管理センター
- ローソンエンタテインメント札幌営業所
- 三菱電機ビルテクノサービス北海道支社札幌支店
- ユニ・チャーム北海道営業拠点
- ADKマーケティング・ソリューションズ北海道支社

### 医療機関
- 医療法人社団さっぽろ内科クリニック
- 社会医療法人禎心会さっぽろ北口クリニック
- さっぽろ糖尿病・甲状腺クリニック
- 医療法人社団北楡会札幌北ビル歯科クリニック
- 高柳眼科クリニック札幌

### 商業施設
- ローソン札幌駅北口前店
- サイゼリヤ札幌駅北口店
- 海鮮酒場魚吉札幌駅前本店

## 周辺
- 北海道旅客鉄道（JR北海道）函館本線札幌駅（直結）
- 札幌市営地下鉄南北線・東豊線さっぽろ駅（直結）
- 札幌駅北口地下歩道・駐車場（直結）
- 東京建物札幌ビル
- 札幌第1合同庁舎
- 札幌エルプラザ
- D'グラフォート札幌ステーションタワー
- 代々木ゼミナール札幌校
- JRタワー